# Zajednička glava mišića pregibača
Zajednička glava mišića pregibača je tetiva koja služi kao polazište mišića prednje strane podlaktice. Tetiva se hvata za medijalni nadzglavak (lat. epicondylus medialis) ramene kosti.
Mišići koji polaze sa zajedničke glave mišića pregibača su:
- obli pronator - lat. musculus pronator teres
- radijalni pregibač zapešća - lat. musculus flexor carpi radialis
- dugački dlanski mišić - lat. musculus palmaris longus
- ulnarni pregibač zapešća - lat. musculus flexor carpi ulnaris
- površinski pregibač prstiju - lat. musculus flexor digitorum superficialis